# Hermann August Theodor Harms
Hermann August Theodor Harms (Berlino, 16 luglio 1870 – Berlino, 27 novembre 1942) è stato un botanico e tassonomista tedesco.
Fu docente di botanica all'Accademia delle scienze prussiana (Preußische Akademie der Wissenschaften). Nel 1938, Harms completò un significativo lavoro di revisione della classificazione tassonomica delle piante carnivore appartenenti al genere Nepenthes. Si occupò, inoltre, della classificazione del genere Passiflora creando il sottogenere Deidamioides e altre suddivisioni.

## Tassonomia delle Nepenthes secondo Harms
La classificazione precedente a quella di Harms si basava sostanzialmente sui lavori di Joseph Dalton Hooker e del botanico olandese Benedictus Hubertus Danser.
Hooker, nel 1873, aveva suddiviso le nepente in due sottogeneri sulla base della morfologia dei seme: Anurosperma, un sottogenere monotipico comprendente un'unica specie (Nepenthes pervillei), e Eunepenthes comprendente tutte le altre specie.

Danser, nel 1928, aveva classificato il genere su base filogenetica distinguendo sei cladi: Vulgatae, Montanae, Nobiles, Regiae, Insignes e Urceolatae. 
Harms suddivise le nepente in tre sottogeneri affiancando a Eunepenthes e Anurosperma, il nuovo sottogenere Mesonephentes che comprende tre specie: Nepenthes madagascariensis, Nepenthes masoalensis e Nephentes paniculata. Creò inoltre un clade ulteriore (Distillatoriae).

## Opere
- Karl Wilhelm von Dalla Torre, Hermann Harms, Genera siphonogamarum ad systema Englerianum conscripta, G. Engelmann, Lipsia 1900-1907
- Alfred Cogniaux, Hermann Harms, Cucurbitaceae-Cucurbiteae-Cucumerinae, G. Engelmann, Lipsia 1924

| Harms è l'abbreviazione standard utilizzata per le piante descritte da Hermann August Theodor Harms. Consulta l'elenco delle piante assegnate a questo autore dall'IPNI. |

| Controllo di autorità | VIAF (EN) 121829090 · ISNI (EN) 0000 0001 1580 9150 · SBN PUVV247817 · LCCN (EN) no2015057688 · GND (DE) 116482974 · BNF (FR) cb123866310 (data) |